# Pascal Cygan
Pascal Cygan (ur. 29 kwietnia 1974 w Lens) – francuski piłkarz polskiego pochodzenia.
Karierę rozpoczął w 1991 r. – występował wtedy w klubie z Valenciennes. W 1994 r. na jeden sezon przeniósł się do klubu z Wasquehal, skąd został zakupiony do Lille OSC. W tamtejszym klubie rozegrał 179 spotkań, strzelił 9 goli. W 2002 r. dostrzegł go menadżer Arsenalu – Arsène Wenger. Pascal Cygan został zakupiony do londyńskiego klubu. Zadebiutował w Arsenalu 14 września 2002 r. w meczu przeciw Charlton Athletic.
Zanim trafił do Premier League, był uznawany za jednego z lepszych obrońców ligi francuskiej. W sezonie 2005/2006 Cygan stał się ważnym zawodnikiem Arsenalu. Wobec kontuzji Ashleya Cole'a i Gaela Clichy występował na lewej obronie. W styczniu 2006 doznał urazu i nie wystąpił już do końca sezonu.
W sierpniu 2006 przeszedł do Villarreal CF za 2 mln funtów, gdzie występował przez kolejne trzy sezony.
Latem 2009 roku przeszedł do Cartageny. W klubie tym grał przez kolejne dwa sezony, po czym zakończył karierę.
3 września 2016 wziął udział w charytatywnym meczu pomiędzy legendami Arsenalu a legendami A.C. Milanu.